# Stockholmsmusiken
Stockholmsmusiken var en blåsorkster inom Statens regionmusik, senare Länsmusiken, som verkade mellan 1971 och 1996. Stockholmsmusiken bildades vid regionmusikreformen 1971 genom en sammanslagning av Första militärmusikkåren och Andra militärmusikkåren som var militära enheter ur Militärmusiken. Fram till länsmusikreformen 1988 bar orkestern namnet Regionmusikavdelningen i Stockholm. I vissa sammanhang framträde orkestern under namnet Stockholms blåsarsymfoniker, ej att förväxla med Stockholms läns blåsarsymfoniker.
Stockholmsmusiken genomförde under hela sin existens uppdrag åt Försvarsmakten. Fram till 1992 framträdde orkestern till häst vid beridna vaktavlösningar och annan ceremoniell verksamhet till häst under namnet Beridna avdelningen ur Regionmusiken respektive Stockholmsmusikens livdragoner. Mellan 1993 och 1996 framträdde orkestern i egenskap av Flygvapnets musikkår.